# Trúc Bắc

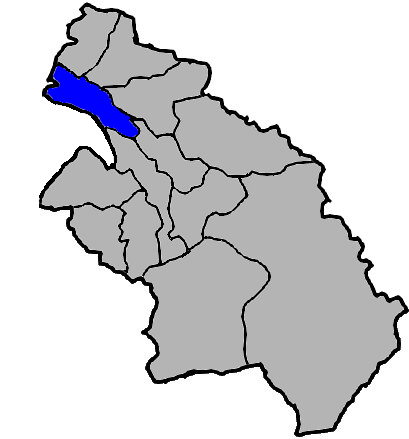
Vị trí Trúc Bắc trong huyện Tân Trúc

Thành phố Trúc Bắc (tiếng Trung:竹北市, Bính âm:Zhúběi shì, Wade–Giles:Chu-pei Shih; Pe̍h-ōe-jī: Tek-pak-chhī) là một thành phố ở miền bắc Đài Loan. Thành phố là huyện lỵ của Tân Trúc. Với việc có thêm một số cớ sở của các trường đại học di dời về thành phố, dân số thành phố tăng trưởng nhanh trong vài năm trở lại đây.
- Diện tích: 46,83 km²
- Dân số: 121.183 người (3/2007)